# 皮圣厄塞布
皮圣厄塞布（法語：Puy-Saint-Eusèbe，法語發音：[pɥi sɛ̃.t‿øzɛb]）是法国上阿尔卑斯省的一个市镇，属于加普区。

## 地理
皮圣厄塞布（44°34'4"N, 6°24'4"E）面积11.31 平方千米，位于法国普罗旺斯-阿尔卑斯-蓝色海岸大区上阿尔卑斯省，该省份为法国东南部内陆省份，北起萨瓦省，西北接伊泽尔省，西南接德龙省，南至上普罗旺斯阿尔卑斯省，东北部与意大利接壤。
与皮圣厄塞布接壤的市镇（或旧市镇、城区）包括：昂布兰、皮萨尼耶尔、雷阿隆、萨维讷勒拉克。

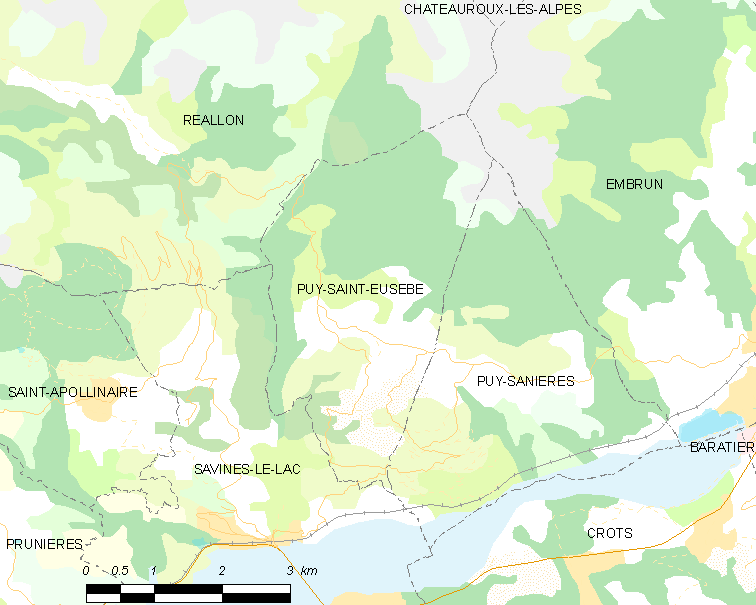
皮圣厄塞布的OSM定位图

皮圣厄塞布的时区为UTC+01:00、UTC+02:00（夏令时）。

## 行政
皮圣厄塞布的邮政编码为05200，INSEE市镇编码为05108。

## 政治
皮圣厄塞布所属的省级选区为绍尔日县。

## 人口

1962-2008年间皮圣厄塞布人口变化图示

皮圣厄塞布于2022年1月1日时的人口数量为190人。